# カシワニ
カシワニは、日本のマスコットキャラクターの一つ。千葉県柏市のキャラクター。

## 概要
2009年にかしわインフォメーションセンター在籍のスタッフたちが柏市のマスコットキャラクターとして考案。頭部にカシワの葉っぱを乗せており、下の3番目の歯が虫歯である。全国の自治体・団体が着ぐるみのゆるキャラをこぞって登場させている中で、当初は基本的にはぬいぐるみに特化し、かつ柏市が公認キャラクターを考案したのではなく協賛という形を採っている。キャッチコピーは「おいでよ!カシワニ!」である。
2013年5月5日に、着ぐるみのカシワニがお披露目され、これまでのぬいぐるみ特化から変更している。ただし、柏市が協賛という関係であり、柏市公認ではないことに変わりはない（市全体としての公認キャラは現在のところない）。

## 名称の由来
柏とワニを掛け合わせている。同市内逆井商店会のキャラクター「さかサイ君」（こちらは逆井とサイの掛け合わせ）とともにかしわハート特任大使に任命されている。

## 歴史
- 2009年
  - 柏市インフォメーション協会がカシワニを考案。柏（端午の節句の柏餅）にちなんで5月5日が誕生日となった。
- 2010年
  - 8月20日 - 柏市人口40万人突破を記念して特別住民票を授与される[1][2]。
- 2013年
  - 5月5日 - 柏髙島屋ステーションモールで行われた「カシワ男子コンテスト」で、着ぐるみのカシワニが初登場[3]。
  - ゆるキャラグランプリに初めて参加。総合で259位であり、同じく参加したさかサイ君の243位を下回った。
- 2014年
  - 十六茶（アサヒ飲料）のCMに、千葉県代表のゆるキャラとして出演[4]。
  - タウンページ（職業別・暮らしの情報）の表紙になる（さかサイ君と共に）。
  - ゆるキャラグランプリ2014で、柏市からの参加キャラをカシワニに統一し、さかサイ君が不参加となった（結果は368位）。

## プロフィール
- 性別 - 特に決まっていない。
- 出身地 - 手賀沼
- 現住所 - 千葉県 手賀沼[5]
- 好物 - 焼き鳥・甘いお菓子全般
- 基本ポーズ - 通常・喜怒哀楽・焦る・眠い・ハート・あくび

## その他
- カシワニ傘・貸すワニ☆エコプロジェクト（2010年 - ）[6]